# ديك بانت
ديك بانت (بالإنجليزية: Dick Bunt)‏ مواليد 13 يوليو 1930 في كوينز، نيويورك، هو مدرب كرة سلة أمريكي ولاعب معتزل. بدأ مسيرته الاحترافية في سنة 1952. تم اختياره من قبل فريق نيويورك نيكس خلال الدرافت. يدرب في الرابطة الوطنية لكرة السلة. حمل الرقم 9. يبلغ طوله 6 قدم 0 بوصة (1.8 م). اعتزل اللعب في 1953. لعب مع نيويورك نيكس وبالتيمور باليتس.

## روابط خارجية
- ديك بانت على موقع إن بي أي (الإنجليزية)
- ديك بانت على موقع سبورتس رفرنس (الإنجليزية)
- ديك بانت على موقع كلية كرة السلة في سبورتس رفرنس.كوم (الإنجليزية)
- ديك بانت على موقع ريلجم (الإنجليزية)
- ديك بانت على موقع بروبوليرز (الإنجليزية)